# Mellansvenska sänkan
Mellansvenska sänkan är ett låglänt område i norra Götaland och södra Svealand. Här ligger Sveriges fyra största sjöar (Vänern, Vättern, Mälaren och Hjälmaren) samt stora slättområden (Västgötaslätten, Östgötaslätten, Närkeslätten och Mälardalen). Området sträcker sig tvärs över Sverige från Bohuskusten till Östersjökusten och avgränsas i söder av Sydsvenska höglandet och i norr av norrlandsterräng. Geologiskt har området relativt svårvittrad berggrund och jordarter. I väster präglas området geologiskt av det subkambriska peneplanet, medan detta plan i öster är uppsprucket till ett sprickdalslandskap. Området ligger under högsta kustlinjen och har därför leror och andra finkorniga jordar.